# Reacție de substituție
Reacția de substituție (sau reacție de înlocuire) este o reacție chimică prin care un atom dintr-un compus chimic este înlocuit printr-un alt atom sau printr-un radical.
Formula generală:
{\displaystyle A+BC=AC+B\!}

## Exemple

Schema structurală a reacției metanului cu clorul

- Reacția fierului cu acid clorhidric:

{\displaystyle Fe+2HCl=FeCl_{2}+H_{2}\uparrow \!}
- Acțiunea fierului asupra soluției de sulfat de cupru:

{\displaystyle Fe+CuSO_{4}=FeSO_{4}+Cu\downarrow \!}
- Monoclorurarea metanului:

{\displaystyle CH_{4}+Cl_{2}\;{}_{=}^{h\nu }CH_{3}Cl+HCl\!}
- Diclorurarea metanului:

{\displaystyle CH_{4}+2Cl_{2}\;{}_{=}^{h\nu }CH2Cl_{2}+2HCl\!}
- Triclorurarea metanului:

{\displaystyle CH4+3Cl_{2}\;{}_{=}^{h\nu }CHCl_{3}+3HCl\!}
- Nitrarea benzenului